# Wapen van Ewijk

Ewijk

Het wapen van Ewijk toont het wapen van de voormalige gemeente Ewijk. Het wapen werd aan de gemeente verleend met het Koninklijk Besluit van 26 januari 1954. De omschrijving luidt:
"Gevierendeeld; I in goud een steil-uitgeschulpte dwarsbalk van sabel, II in goud een van zilver en keel geschakeerd Sint Andrieskruis, in 2 rijen, III in keel, bezaaid met staande zilveren blokjes, een leeuw van zilver, gekroond, getongd en genageld van goud IV In goud een dubbele adelaar van sabel. Het schild gedekt met een gouden kroon van 3 bladeren en 2 paarlen."

## Geschiedenis
Het gecarteleerde wapen is samengesteld uit de volgende kwartieren: Het geslacht van Winssem, tevens naamgever van het dorp Winssen, het tweede kwartier de heren van Appeltern, de oudst bekende heren van Ewijk, het derde kwartier Van Stepraedt heren van Ewijk, tevens belangen in de wijde omgeving, het laatste kwartier het Kwartier van Nijmegen, waartoe Ewijk destijds hoorde. Het schild gedekt met een gravenkroon. Op 1 juli 1980 werd de gemeente opgeheven en ging op in de gemeente Beuningen. De kwartieren Van Stepraedt en Appeltern werden overgenomen in het nieuwe wapen van Beuningen.

## Afbeeldingen

Van Winssem
Het wapen van Appeltern
Van Stepraedt
Het wapen van Kwartier van Nijmegen